# Hadiza Aliyu
Hadiza Aliyu, también conocida como Hadiza Gabon, es una actriz y cineasta nigeriana, que actúa en películas tanto hausa como inglesas.

## Biografía
Aliyu nació en Libreville, República de Gabón el 1 de junio de 1989. Es de ascendencia gabonesa por parte paterna, y fulani por parte materna.

## Carrera
Se unió a Kannywood poco después de su llegada desde Gabón al Estado de Adamawa, Nigeria. Debutó como actriz en 2009 en la industria cinematográfica en lengua hausa con la ayuda y orientación de Ali Nuhu y Aminu Shariff.
En 2017, empezó a participar en proyectos de Nollywood. Su primera participación en Nollywood fue junto a Mike Ezuruonye, Mike Angel y Emmanuella en la película titulada Lagos Real Fake Life.

## Filmografía
Fuente.
| Año  | Título           |
| ---- | ---------------- |
|      | Daina Kuka       |
|      | Farar Saka       |
|      | Fataken Dare     |
|      | Kolo             |
|      | Mukaddari        |
|      | Sakayya          |
|      | Umarnin Uwa      |
|      | Ziyadat          |
| 2009 | Artabu           |
| 2010 | Wasila           |
| 2010 | Umarnin Uwa      |
| 2012 | Aisha Humaira    |
| 2012 | 'Yar Maye        |
| 2012 | Badi Ba Rai      |
| 2012 | Akirizzaman      |
| 2012 | Dare Daya        |
| 2012 | Wata Tafi Wata   |
| 2013 | Da Kai Zan Gana  |
| 2013 | Haske            |
| 2013 | Ban Sani Ba      |
| 2014 | Mai Dalilin Aure |
| 2014 | Daga Ni Sai Ke   |
| 2014 | Ali Yaga Ali     |
| 2014 | Basaja           |
| 2014 | Uba Da 'Da       |
| 2014 | Indon Kauye      |
| 2014 | Ba'asi           |
| 2014 | Jarumta          |
| 2017 | Gida da waje     |
| 2017 | Ciki Da Raino    |
| 2019 | Hawwa Kulu       |
| 2019 | Wakili           |
| 2019 | Dan Birnin       |
| 2019 | Gidan Badamasi   |

## Premios y reconocimientos
Recibió varios premios y reconocimientos, incluidos los Best of Nollywood Awards 2013 y los segundos premios Kannywood/MTN de 2014. Por su carrera como actriz, recibió un reconocimiento en 2013 por parte del exgobernador del Estado de Kano. También fue premiada por African Hollywood Awards como mejor actriz

### Premios
Lista de premios recibidos.
| Año  | Premios                              | Categoría                                  | Nominado                            | Resultado |
| ---- | ------------------------------------ | ------------------------------------------ | ----------------------------------- | --------- |
| 2013 | Premio Kwankwasiyya                  | Premio de Reconocimiento                   | Premio Kwankwasiyya                 | Ganadora  |
| 2013 | 2013 Best of Nollywood Awards        | Mejor actriz (Hausa)                       | Babban Zaure                        | Ganadora  |
| 2014 | Premios City People Entertainment    | Mejor actriz (Hausa)                       | Babban Zaure                        | Nominada  |
| 2014 | Segundos premios Kannywood / MTN     | Mejor actriz del año (elección del jurado) | Daga Ni Sai Ke                      | Ganadora  |
| 2015 | Premio Kannywood AWA 24 Film & Merit | Mejor actriz de reparto                    | Ali Yaga Ali                        | Ganadora  |
| 2016 | Premios de Hollywood Africano        | Mejor actriz                               | Películas africanas en lengua hausa | Ganadora  |
| 2017 | Premio Arewa Night                   | Premio de Reconocimiento                   |                                     | Ganadora  |
| 2017 | Premio Best of Kannywood 2017        | Mejor actriz (Hausa)                       |                                     | Nominada  |